# Transition des Sui aux Tang
Batailles
Bataille de Huoyi - Bataille de Yanshi - Bataille de Qianshuiyuan - Bataille de Hulao
La transition des Sui aux Tang, fait référence à la période de transition et de guerre civile qui a lieu en Chine entre la fin de la dynastie Sui et le début de la dynastie Tang. Les territoires de l'ancienne dynastie sont alors divisés en une poignée d'États éphémères, dirigés par des hauts fonctionnaires, des généraux et les chefs des différentes révoltes paysannes qui éclatent dans tout le pays. Cet éclatement est suivi par un processus d'élimination et d'annexion de ces différents royaumes, au profit de la nouvelle dynastie Tang, fondée par Li Yuan, un ancien général Sui. Cette transition commence vers 613, quand l'empereur Sui Yangdi lance la première de ses trois campagnes ratées contre le royaume coréen de Koguryo. Cette série d'échecs militaires coûteux provoque un grand nombre de désertions dans l'armée et le début d'une série de révoltes paysannes contre les Sui. La transition s’achève en 628, quand Li Shimin, le fils de l'empereur Tang Gaozu, annexe Liang, un État fondé par Liang Shidu, le chef d'une importante révolte paysanne, achevant ainsi d'unifier la majeure partie de la Chine au profit des Tang.

## Guerres Koguryo-Sui et premières révoltes

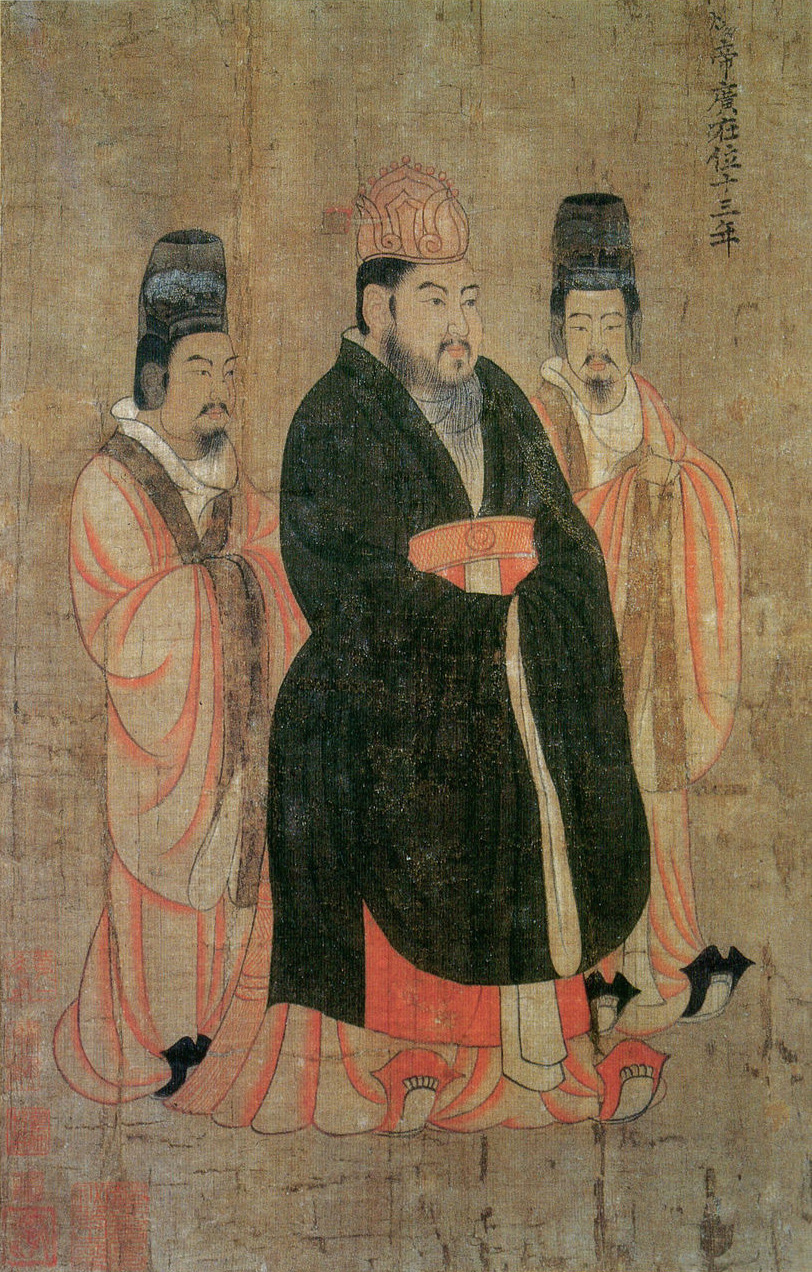
Un portrait de l'empereur Sui Yangdi peint par Yan Liben (c. 600–673), un artiste de la dynastie Tang

En 611, la dynastie Sui connaît la paix et la prospérité depuis presque deux décennies. En effet, la Chine est unifiée depuis la destruction de la dynastie Chen en 589 et le pays n'a pas connu de guerre depuis, à l'exception des conflits frontaliers à l'ouest avec les Göktürk, qui s’arrêtent lorsque leur chef suprême Qimin Khan Ashina Rangan devient un vassal des Chinois, et à l'est avec le royaume de Koguryo. Il y a également un bref conflit interne en 604, qui oppose le prince Yáng Guǎng et son frère le prince Yáng Liǎng, mais qui se conclut très vite par l'accession au trône du premier sous le nom d'empereur Sui Yangdi. Ainsi, lorsque le roi Yeongyang de Koguryo refuse de rendre hommage à l'empereur Yangdi en 610 et que ce dernier commence à planifier une campagne pour annexer le royaume coréen, lui ainsi que tous les Chinois pensent que cette conquête sera facile.
Cependant, la logistique de l'attaque contre Koguryo se révèle plus lourde que prévu et son coût aussi bien humain que financier explose rapidement. La construction d'une puissante flotte de guerre, le transport de la nourriture et d'autres fournitures nécessaires à la commanderie de Zhuo (涿郡), qui sert de base arrière aux opérations, cause des perturbations majeures dans le cycle agricole et de nombreux décès chez les conscrits qui sont utilisés comme main d’œuvre. La conséquence de tout ceci est le début des révoltes en 611, dans le nord de la Chine. Il s'agit alors de paysans refusant d'être enrôlés, qui sont menés par des chefs tels que Wang Bo (王 薄) et Liu Badao (劉 霸道). L'empereur Yangdi refuse de considérer ces rebelles comme une menace sérieuse, alors que les milices gouvernementales locales sont incapables de les mater.

Arbre généalogique des principaux chefs de guerre impliqués dans les guerres de la transition des Sui aux Tang.

Malgré ces troubles, l'empereur Yangdi lance sa première campagne contre Koguryo au printemps 612, en faisant traverser le fleuve Liao à ses troupes. Yangdi commande personnellement une partie de l'armée, qu'il utilise pour assiéger la ville de Liaodong (遼東), et envoie ses généraux Yuwen Shu et Yu Zhongwen (于 仲文) attaquer le cœur du territoire du Koguryo avec le reste de l'armée. Leur objectif est d'attaquer Pyongyang, la capitale du royaume, en coordination avec la flotte commandée par le général Lai Hu'er (護 護兒). Ce plan se solde par un échec total, L'empereur Yangdi n'arrivant pas à s'emparer de Liaodong ; tandis qu'Yuwen et Yu sont écrasés par le général coréen Eulji Mundeok à la bataille de Salsu et obligés de se replier après avoir subi de lourdes pertes, alors qu'ils étaient presque arrivés à Pyongyang. À l'automne 612, Yangdi est obligé de mettre fin à la campagne et de se replier également. Finalement, les Chinois ont perdu près de 300 000 hommes, pour des gains territoriaux mineurs.
Cet échec ne décourage pas l'empereur, qui lance une deuxième campagne contre le royaume coréen en 613, alors même que les révoltes paysannes sont de plus en plus nombreuses et importantes. Il assiège de nouveau personnellement Liaodong, tout en envoyant Yuwen et Yang Yichen attaquer Pyongyang. Pendant le siège de Liaodong, le général Yang Xuangan, le responsable de la logistique près de Luoyang, la capitale orientale des Sui, se révolte et attaque Luoyang. Quand l'Empereur Yangdi apprend la nouvelle, il lève le siège et envoie Yuwen et Qutu Tong (屈 突 通) à Luoyang avant lui. Yuwen et Qutu se joignent aux troupes de Fan Zigai (樊 子 蓋) et Wei Wensheng (文 昇), les commandants des troupes que l'empereur avait laissées respectivement à Luoyang et à Chang'an. Ensemble, les généraux Sui attaquent et battent Yang Xuangan à plate couture. À la suite de ce soulèvement, l'empereur Yangdi exerce de lourdes représailles à l'encontre des partisans réels ou supposés de Yang Xuangan, mais cela ne suffit pas à empêcher le déclenchement d'autres rébellions.
Malgré une situation qui se dégrade de plus en plus, l'empereur Yangdi lance une troisième campagne contre le Koguryo en 614. Alors que Lai atteint la rivière Yalu, le royaume coréen fait sa soumission aux Sui et, pour preuve de bonne foi, renvoie en Chine Husi Zheng (斛斯 政), un complice de Yang Xuangan, qui s'était réfugié à la Cour de Koguryo après l'échec du soulèvement. L'empereur Yangdi met alors fin à la campagne, mais quand il demande à nouveau au roi coréen de lui rendre hommage, ce dernier ignore sa convocation. L'empereur Sui Yangdi commence alors à planifier une quatrième campagne, qu'il ne pourra jamais lancer.
Peu de temps après, durant l'automne 615, alors que l'empereur Sui Yangdi visite la ville de Yanmen (雁門), Shibi Khan Ashina Duojishi, le fils et successeur de Qimin Khan lance une attaque surprise sur Yanmen et met la ville en état de siège. En effet, Yangdi avait tenté de renforcer sa domination sur les Göktürk en les divisant, ce qui a rendu Duojishi fou de rage. Les soldats Sui, qui sont encore en grande partie fidèles à l'empereur Yangdi, se précipitent à Yanmen pour tenter de lever le siège, et l'empereur lui-même promet de grandes récompenses à ceux qui viennent à son aide. Mais une fois le siège levé, il renie ses promesses, provoquant ainsi un ressentiment au sein de l'armée.

## Désintégration de l'état Sui

Carte de la situation dans le nord de la Chine pendant la transition des Sui aux Tang, avec les positions des principaux prétendants au trône et des principales opérations militaires.

Malgré (ou peut-être à cause de) la multiplication des révoltes paysannes dans le nord de la Chine, l'empereur Yangdi ne retourne pas à Chang'an ou à Luoyang, mais se rend à Jiangdu (江都) durant l'automne 616. À la suite du départ de l'empereur de Luoyang, les rebelles opérant près de la capitale se rassemblent sous le commandement de Li Mi, l'ancien stratège de Yang Xuan'gan. Mi est proclamé duc de Wei et la plupart des chefs rebelles du nord de la Chine le voient comme un empereur potentiel. Il faut noter que Li Mi n'a jamais réussi à s'emparer de Luoyang et n'a jamais revendiqué le titre impérial.
Pendant ce temps, Yang Yichen tente de détruire les rebelles situés au nord du fleuve Jaune et remporte quelques succès. Mais l'empereur Yangdi et son premier ministre Yu Shiji, effrayés par la puissance de l'armée de Yichen, le rappellent à Yangzhou sous couvert d'une promotion, laissant ainsi le champ libre aux rebelles du nord. Ces derniers se renforcent, puis finissent par être unifiés par Dou Jiande, devenant ainsi une puissance régionale quasiment incontrôlable.
En 617, un certain nombre d'autres grands chefs rebelles commencent également à contrôler des portions significatives du territoire. Parmi ceux-ci, on trouve :
- Du Fuwei, chef d'une révolte paysanne, qui occupe la région correspondant actuellement au sud de l'Anhui.
- Gao Kaidao, chef d'une révolte paysanne, qui occupe la région correspondant actuellement au nord du Hebei.
- Liang Shidu, chef d'une révolte paysanne, qui occupe la région correspondant actuellement au centre de la Mongolie-Intérieure. Il se proclame Empereur de Liang.
- Li Gui, ancien fonctionnaire Sui, qui occupe la région correspondant actuellement au centre et à l'ouest du Gansu. Il se proclame prince de Liang.
- Li Yuan, ancien haut fonctionnaire des Sui et cousin de l'empereur Yang. Il occupe la région centrale du Shanxi et annonce qu'il veut faire de Yang You, le petit-fils de l'empereur Yang, le prince de Dai. Une fois installé à Chang'an, il se proclame empereur de You
- Lin Shihong, chef d'une révolte paysanne, qui occupe la région correspondant actuellement au Jiangxi et au Guangdong. Il se proclame empereur de Chu.
- Liu Wuzhou, chef d'une révolte paysanne, qui occupe la région correspondant actuellement au nord du Shanxi. Il se proclame Khan Dingyang.
- Luo Yi, ancien général Sui, qui occupe la région de l'actuelle ville de Pékin.
- Xiao Xian, ancien fonctionnaire des Sui et petit-fils de l'empereur Xuan du royaume du Liang occidental. Il occupe la région correspondant actuellement au Hubei, au Hunan et au Guangxi et se proclame empereur de Liang.
- Xue Ju, chef d'une révolte paysanne, qui occupe la région correspondant actuellement à l'est du Gansu et à l'est du Shaanxi. Il se proclame Prince hégémonique du Qin occidental.
- Zhu Can, ancien fonctionnaire des Sui, qui se déplace avec son armée dans la région correspondant actuellement au sud du Henan et au sud-est du Shaanxi. Il se proclame d'abord prince de Jialuolou, puis empereur de Chu.

Plusieurs de ces chefs rebelles - Li Yuan, Liu Wuzhou, Liang Shidu, Dou Jiande et Gao Kaidao - se sont officiellement soumis à Ashina Duojishi et reçoivent en retour l'aide militaire des Göktürk. Ashina Duojishi cherche à retourner le plan de Sui Yangdi contre lui en maintenant la Chine divisée pour garantir l’indépendance et la puissance de son propre empire. Durant l'hiver 617, Li Yuan s'empare de Chang'an et déclare Yang You empereur sous le nom d'empereur Sui Gongdi; tout en honorant l'empereur Yangdi du titre de Taishang Huang, soit "empereur retiré". Aucun des fidèles des Sui ne reconnaît ces changements et tous considèrent qu'Yangdi est le seul empereur Sui légitime. Li Yuan, qui se présente encore officiellement comme étant pro-Sui malgré son alliance avec Duojishi, devient régent et reçoit le titre de Prince de Tang.

## Mort de l'empereur Yangdi, fondation des Tang, fin des Sui

Portrait de Li Yuan en tant qu'empereur Tang Gaozu

Pendant ce temps, l'empereur Yangdi a fini par comprendre que l'empire est en ébullition, mais il se sent en sécurité à Jiangdu, où il est sous la protection de l'armée de Xiaoguo, qui est composée de troupes d'élite. Il ne fait rien en vue de réprimer les rébellions, à part envoyer son général Wang Shichong à Luoyang pour défendre la capitale contre les attaques de Li Mi. Ne voulant pas retourner dans le nord de la Chine, il envisage de déménager officiellement la capitale à Danyang (丹楊). Pendant ce temps, le moral des soldats de l'armée de Xiaoguo, qui sont principalement des habitants du Nord diminue progressivement, car leurs foyers leur manquent et ils commencent à déserter. L'empereur Yangdi réagit en multipliant les punitions de plus en plus lourdes à l'encontre des déserteurs et de leurs complices supposés. Terrorisés, les officiers restants de l'armée de Xiaoguo préparent un complot contre l'empereur et prennent comme chef le général Yuwen Huaji, qui est à la fois le duc de Xu et le fils de Yuwen Shu. Au printemps 618, ils déclenchent un coup d'État et tuent l'empereur Sui Yangdi. Huaji fait de Yang Hao, le prince de Qin et neveu de l'empereur défunt, le nouvel empereur, mais garde le pouvoir en tant que régent. Après quoi, il abandonne Jiangdu et retourne vers le nord avec l'armée de Xiaoguo sous ses ordres.

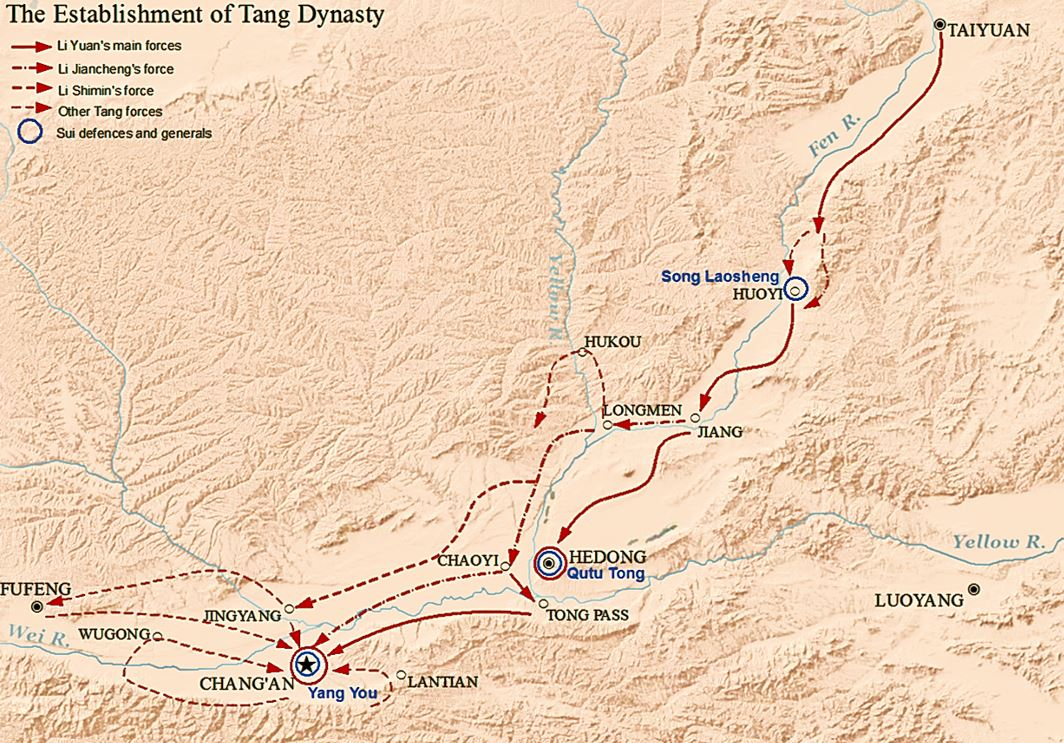
Carte montrant les opérations militaires ayant permis à Li Yuan de fonder la dynastie Tang, incluant les batailles de Huoyi, Hedong et Chang'an.

Bientôt, la nouvelle de la mort de l'empereur Yangdi se répand dans tout l'empire. À Chang'an, Li Yuan réagit en demandant à l'empereur Gongdi de lui céder le trône, et fonde la dynastie Tang en tant qu'empereur Tang Gaozu,. À Luoyang, sept des principaux dirigeants locaux font monter sur le trône Yang Tong, le prince de Yue et petit-fils de l'empereur Yangdi. Yang Tong est reconnu comme étant le nouvel empereur Sui par la plupart des commanderies encore fidèles à cette dynastie. De son côté, Li Mi craint qu'Yuwen Huaji marche vers le nord pour s'en prendre à lui. Il forme donc une alliance temporaire avec l'administration Sui de Luoyang, en reconnaissant Yang Tong comme son souverain. L'alliance est acceptée, malgré l'avis contraire de Wang Shichong, toujours présent sur place. Après que Li Mi eût repoussé Yuwen Huaji, Shichong s'empare du pouvoir, écarte les autres officiels et devient régent. Son premier geste politique est de briser l'alliance avec Li Mi. Un peu plus tard la même année, Wang Shichong réussit à vaincre Li Mi lors d'une attaque surprise, forçant ce dernier à aller se réfugier auprès des Tang. Li Mi finit par être tué un peu plus tard par les Tang, alors qu'il essayait de retrouver son indépendance.
Au même moment, au début de l'an 618, Xue Ju se proclame Empereur Qin (秦帝), lève une armée et marche sur Chang'an pour s'emparer de la ville et en chasser les Tang. Il meurt juste après avoir infligé une défaite à Li Shimin, le prince de Tang et fils de l'empereur Tang Gaozu. Son fils Xue Rengao lui succède mais le sort des armes lui est moins favorable qu'à son père, car il est vaincu et tué par Shimin lors de la bataille de Qianshuiyuan. Cette victoire permet aux Tang d'annexer les territoires de Qin. Au même moment, Dou Jiande consolide ses possessions au nord du fleuve Jaune en tuant Yuwen Huaji, qui avait empoisonné Yang Hao avant de se proclamer empereur de Xu. Malgré cette victoire, Jiande n'arrive pas à obtenir la soumission de Luo Yi, qui finit par rejoindre le camp des Tang. À peu près au même moment, Zhu Can se retrouve confronté à une forte résistance de la population, qui ne supporte plus sa cruauté. Se retrouvant dans une situation délicate, il hésite longuement entre rallier le régime Sui de Yang Tong et les Tang, avant d'opter finalement pour Tong.
C'est durant l'été 619 que les derniers restes de la dynastie Sui disparaissent, lorsque Wang Shichong oblige Yang Tong à lui céder le trône, avant de fonder l'État de Zheng dont il se proclame empereur.

## Réunification de la Chine par les Tang

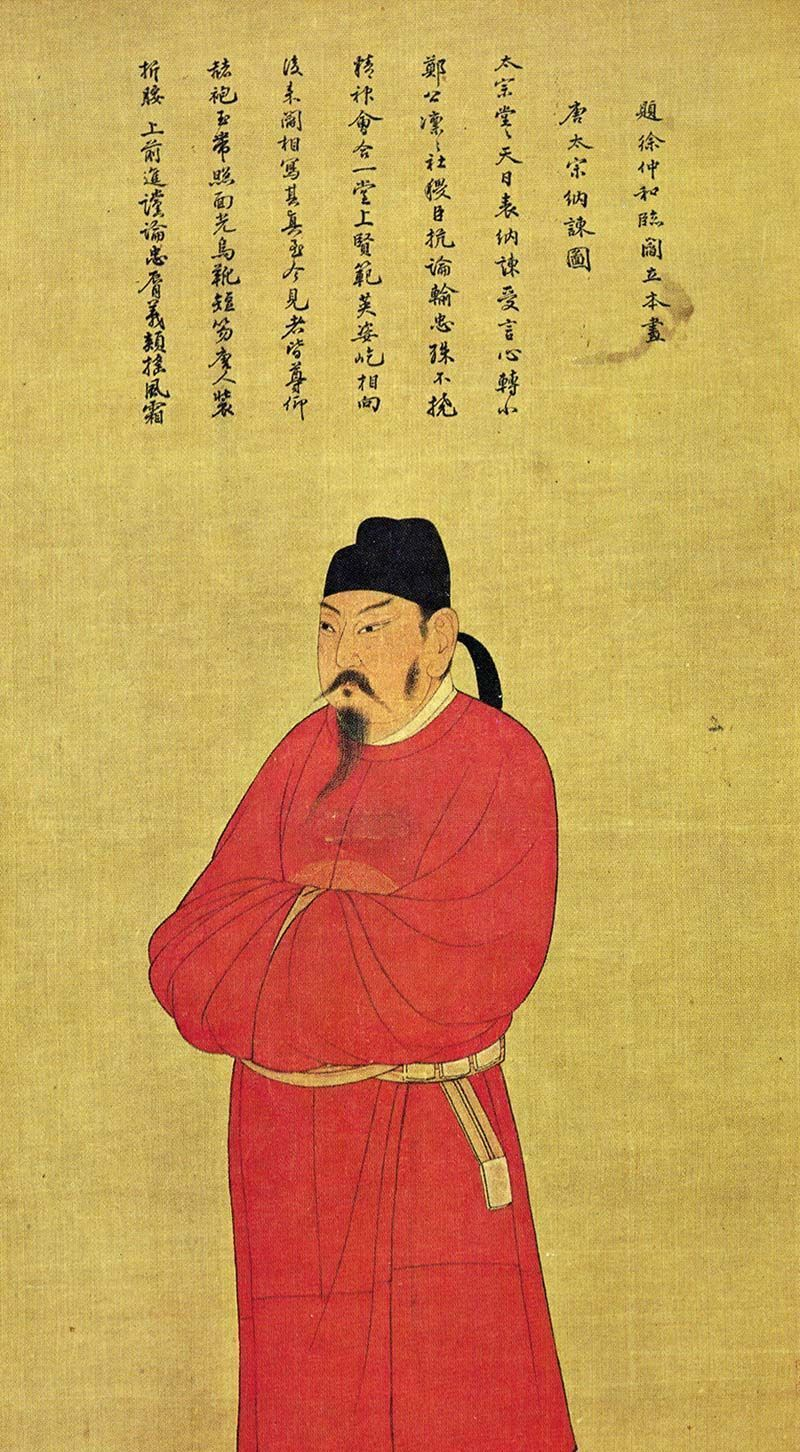
Un portrait de l'Empereur Tang Taizong. Peinture sur un rouleau de soie 271 x 126.8 cm. Visible au National Palace Museum, Taipei.

À peu près à la même époque, An Xinggui (安興貴), un fonctionnaire au service de Li Gui, capture ce dernier à l'issue d'un coup d'État et se rallie aux Tang. Cependant, ces derniers n'ont pas le loisir de ce réjouir de cette annexion réalisée sans avoir à lever le moindre soldat, car ils doivent faire face à une nouvelle menace sur un autre front. En effet, Liu Wuzhou a lancé une attaque majeure vers le sud, reprenant aux Tang une bonne partie de l'actuelle province du Shanxi et semble prêt à attaquer Chang'an, la capitale de Gaozu.
À la même époque, la région inférieure du Yangtze, qui a sombré dans le chaos après la mort de l'empereur Yangdi, finit par être partagée entre trois seigneurs de guerre différents et concurrents :
- Shen Faxing, ancien fonctionnaire des Sui, qui occupe la région située immédiatement au Sud du Yangzi Jiang. Il se proclame prince de Liang
- Li Zitong, un chef rebelle qui contrôle la ville de Jiangdu et les régions environnantes. Il se proclame empereur de Wu.
- Du Fuwei, qui se soumet aux Tang et reçoit en retour le titre de prince de Wu.

À la fin de 619, les forces des Tang, commandées par Li Shimin, lancent une contre-attaque contre Liu Wuzhou. Durant l'été 620, Shimin bat Wuzhou à plate couture, ne laissant pas d'autre choix au vaincu que de s'enfuir chez les Göktürk, pendant que ses territoires sont annexés par les Tang.
Après avoir vaincu le Khan Dingyang, Li Shimin s'en prend à la toute nouvelle dynastie Zheng. Il marche sur Luoyang, la capitale de Shichong, et l'assiège pendant que ses généraux annexent une après l'autre les villes de la région. Isolé et quasiment à court de vivres, Wang Shichong n'a pas d'autre choix que de demander de l'aide à Dou Jiande, le roi de Xia. Jiande pense que si les Tang détruisent la dynastie Zheng, son propre royaume de Xia sera leur prochaine cible. De plus, s'il réussit à vaincre les troupes de Shimin, il pourra facilement s'emparer de Luoyang et de la région à son propre profit. Il lève donc une puissante armée et marche vers le sud, en direction de Luoyang, pour mettre fin au siège. Pendant que les Tang doivent affronter cette alliance improvisée, un étrange jeu de chaises musicales a lieu plus au sud. En effet, Li Fuwei a vaincu Li Zitong, qui a à son tour vaincu Shen Faxing avant de le forcer à se suicider. Li Zitong contrôle donc maintenant l'ancien territoire de Shen Faxing, pendant que Li Fuwei contrôle l'ancien territoire de Li Zitong au nom des Tang.
Au printemps 621, alors que Dou Jiande s'approche de Luoyang, Li Shimin s’avance vers l'est jusqu'à l'important col de Hulao et y installe un campement fortifié. C'est là qu'il affronte, bat et capture Jiande lors de la bataille de Hulao. Quelques jours après sa victoire, il exhibe son prisonnier sous les murs de la capitale de Wang Shichong qui, effrayé et à court d'options, se rend. L'empereur Gaozu fait exécuter Dou Jiande et exiler Shichong, bien que l'exil de ce dernier soit très bref, car il est assassiné en route par Dugu Xiude (獨孤 修德), un général des Tang dont le père a été exécuté par l'ex-empereur Zheng. Cette victoire permet, en théorie, aux Tang d'annexer les royaumes de Zheng et Xia. En pratique, ils doivent d'abord mater les rébellions de Liu Heita, un général de Dou Jiande qui s'est proclamé Prince de Handong, et de Xu Yuanlang, le chef d'une révolte paysanne qui contrôle la région correspondant à l'actuelle province du Shandong. Après avoir fait successivement allégeance aux dynasties Zheng et Tang, Yuanlang s'est finalement révolté et déclaré Prince de Lu.
Toujours en 621, Li Xiaogong, le neveu de l'empereur Gaozu et prince de la commanderie de Zhao, attaque le royaume de Liang fondé par Xiao Xian. Voyant que Jiangling, sa capitale, est assiégée et ne réalisant pas qu'une armée de secours approche, Xian panique et se rend. La majeure partie de son royaume est annexée par les Tang, tandis que certains des soldats du vaincu rejoignent Lin Shihong. C'est à peu près à la même époque que Li Fuwei réussit à vaincre Li Zitong et à le forcer à se rendre. Le royaume de Wu, fondé par Zitong, est alors annexé par les Tang.
Au printemps 622, Li Shimin bat Liu Heita, qui s'enfuit chez les Göktürks. Mais ce repli est bref, car Heita revient un peu plus tard la même année, et récupère le territoire de l'ancien royaume de Xai avec l'aide de ses nouveaux alliés. Les Tang contre-attaquent rapidement, car dès l'hiver 622, Li Jiancheng, le frère aîné de Li Shimin et prince héritier de la dynastie Tang, inflige une nouvelle défaite à Liu Heita. Au printemps 623, Heita, en fuite, est trahi par son conseiller Zhuge Dewei (諸 葛德威) qui le livre à Jiancheng. Ce dernier fait rapidement exécuter son prisonnier. Peu avant la chute de Liu Heita, Lin Shihong meurt au combat et son royaume de Chu disparaît avec lui, ses villes tombant les unes après les autres sous la coupe des Tang. C'est également durant le printemps 623 que Xue Ju, le Prince hégémonique du Qin occidental, meurt au combat après avoir été vaincu à plusieurs reprises par les Tang. À ce stade, à l'exception de Liang Shidu et de Gao Kaidao dans l'extrême nord, la Chine était en grande partie réunifiée sous l'égide des Tang, même si par endroits cette domination est purement nominale.
Mais malgré les apparences, cette guerre civile n'est pas encore finie. À l'automne 623, Fu Gongshi, un des principaux subordonnés de Li Fuwei, profite du fait que son supérieur est à Chang'an pour se rebeller à Danyang et se proclamer empereur de Song. Rapidement, il prend le contrôle du territoire qui appartenait auparavant à Li Fuwei. Cette révolte est de courte durée, car en 624, Li Xiaogong bat et tue le nouvel empereur de Song et fait revenir son territoire dans le giron des Tang. Dans le même temps, Gao Kaidao se suicide après avoir été renversé par un coup d'État dirigé par son subordonné Zhang Jinshu (張 金 樹). Son royaume de Yan s'effondre et est annexé par les Tang. Pendant ce temps, Liang Shidu, protégé par les Göktürks, continue de résister aux attaques des Tang, qui sont eux-mêmes continuellement harcelés par les raids des Göktürks.
Un grand changement a lieu chez les Tang en 626. En effet, Li Shimin a tendu une embuscade à ses frères Li Jiancheng, le prince héritier et Li Yuanji, le Prince de Qi. Il tue ses deux frères, puis contraint son père, l'Empereur Gaozu, à lui céder le trône. Shimin devient alors l'Empereur Tang Taizong. En 628, la situation devient très favorable au nouvel empereur, car l'unité des Göktürks vole en éclats. En effet, ces derniers sont en état de quasi guerre civile à cause des désaccords entre le Jiali Khan, Ashina Duobi, qui est le frère cadet d'Ashina Duojishi et son subalterne le Tuli Khan, Ashina Shibobi, qui est le fils d'Ashina Duojishi. Trop occupés à s’entre-déchirer, les Göktürks ne sont plus capables d'aider Liang Shidu, qui se retrouve rapidement assiégé par les Tang. Finalement, Liang Luoren (梁 洛 仁), un cousin de Shidu, tue ce dernier et se rend.
La guerre civile est dès lors terminée et toute la Chine est maintenant sous la domination de l'empereur Taizong.